# José María Carreño
Pour les articles homonymes, voir Carreño (homonymie).
José María Carreño (Cúa, 1792 - Caracas, 1849) est un militaire et homme d'État vénézuélien qui a joué un rôle dans l'histoire du Venezuela dans la période qui a suivi immédiatement l'indépendance du pays. Il participe aux guerres d'indépendance de l'Amérique latine de 1815 à 1830 aux côtés de Simón Bolívar, José Antonio Páez et Santiago Mariño, entre autres, et y obtient le grade de général. Après l'indépendance, il occupe à deux reprises la présidence du Venezuela par intérim (du 27 juillet au 20 août 1835 puis du 26 janvier au 11 mars 1837). Sur un plan plus anecdotique, le général Carreño est connu pour avoir prêté sa chemise au Libertador Simón Bolívar afin que celui-ci puisse être enterré dignement. De par le rôle qu'il a joué dans la fin de la vie de Bolívar, le général Carreño est un personnage mineur du roman Le Général dans son labyrinthe du colombien Gabriel García Márquez.